# Antónios Grégos
Antónios Grégos (grec moderne : Αντώνιος Γρέγος) est un homme politique grec, membre du parti Aube Dorée.

## Biographie
Lors des élections législatives grecques de mai 2012, il est élu député pour la 14e législature, qui aura duré du 6 mai 2012 au 19 mai 2012.
Lors des élections législatives grecques de juin 2012, il est réélu le 17 juin 2012 à la 15e législature.
Aux élections législatives grecques de janvier 2015, il est réélu dans la première circonscription de Thessalonique.